# Татарская Свербейка
 Татарская Свербейка  — село в Лямбирском районе Мордовии в составе  Берсеневского сельского поселения.

## География
Находится на расстоянии примерно 4 км на запад от города Саранск.

## История
Известно с 1869 года как казенное (татарская часть) и владельческое (русская часть) село Саранского уезда из 73 дворов, название отражает фамилию владельцев

## Население
Постоянное население составляло 292 человека (татары 91%) в 2002 году, 363 в 2010 году .